# Дворжиньский, Михал
Михал Дворжиньский (пол. Michał Dworzyński; род. 19 ноября 1978, Быдгощ) — польский дирижёр.
Дебютировал как дирижёр в 15-летнем возрасте. В 1995—1999 гг. дал более 60 концертов как дирижёр Быдгощского салонного оркестра. В 2001 г. окончил варшавскую Музыкальный университет имени Фридерика Шопена (класс Антония Вита). Лауреат ряда международных конкурсов, в том числе победитель Международного конкурса дирижёров имени Ловро фон Матачича в Загребе (2003) и Международного конкурса дирижёров Донателлы Флик в Лондоне (2006).
В 2000—2002 гг. дирижёр-ассистент Национального симфонического оркестра Польского радио. После победы на лондонском конкурсе работал в Лондонском симфоническом оркестре ассистентом сперва Колина Дэвиса, а затем Валерия Гергиева.